# Terme Vigliatore
Terme Vigliatore é uma comuna italiana da região da Sicília, província de Messina, com cerca de 6.438 habitantes. Estende-se por uma área de 13 km², tendo uma densidade populacional de 495 hab/km². Faz fronteira com Barcellona Pozzo di Gotto, Castroreale, Furnari, Mazzarrà Sant'Andrea, Rodì Milici.

## Demografia
| Variação demográfica do município entre 1861 e 2011                               |
|                                                                                   |
| Fonte: Istituto Nazionale di Statistica (ISTAT) - Elaboração gráfica da Wikipedia |